# Grury
Grury ist eine französische Gemeinde mit 494 Einwohnern (Stand 1. Januar 2022) im Département Saône-et-Loire in der Region Bourgogne-Franche-Comté. Sie gehört zum Arrondissement Charolles und zum Kanton Gueugnon.

## Geographie
Nachbargemeinden von Grury sind Marly-sous-Issy im Norden, Issy-l’Évêque im Osten, La Chapelle-au-Mans im Südosten, Neuvy-Grandchamp im Süden, Chalmoux im Südwesten, Maltat und Mont im Westen, sowie Cressy-sur-Somme im Nordwesten.

## Bevölkerungsentwicklung
| Jahr      | 1962 | 1968 | 1975 | 1982 | 1990 | 1999 | 2011 |
| Einwohner | 1131 | 1053 | 1101 | 852  | 770  | 666  | 540  |

## Sehenswürdigkeiten
- Schloss Faulin
- Burg Montperroux